# Johannes Bosch
Johannes Bosch, nizozemski general, * 1780, † 1844.
1. 1 2  Johannes van den Bosch — 2009.
2. 1 2  Encyclopædia Britannica